# Cureggio
Cureggio là một đô thị ở tỉnh Novara ở vùng Piemonte của Ý, tọa lạc cách 90 km về phía đông bắc của Torino và khoảng 30 km về phía tây bắc của Novara. Tại thời điểm ngày 31 tháng 12 năm 2004, đô thị này có dân số 2.303 người và diện tích là 8,4 km².
Đô thị Cureggio có các frazioni (đơn vị trực thuộc, chủ yếu là các làng) Cascine Enea and Marzalesco.
Cureggio giáp các đô thị: Boca, Borgomanero, Cavallirio, Fontaneto d'Agogna, và Maggiora.